# Bingöl
Bingöl je město v Turecku, které je centrem stejnojmenné provincie. Žije v něm přibližně 160 tisíc obyvatel. Nachází se ve Východní Anatolii na řece Gayt Çayı. Město leží v nadmořské výšce 1120 metrů a má kontinentální podnebí se značnými teplotními rozdíly. V letech 1971 a 2003 utrpělo zemětřesením.
V době byzantské říše se město jmenovalo Romanoupolis podle císaře Romana I. Lakapena. Do roku 1864 zde sídlili emírové s jistou mírou autonomie na Osmanské říši. Původně mělo město název Çapakçur, v roce 1944 bylo přejmenováno na Bingöl, což znamená v turečtině „tisíc jezer“. Kurdové je nazývají Çewlik.
Město je vyhledáváno turisty díky malebnému okolí s vodopádem Çir a mnoha horskými jezery, mezi nimiž vyniká Aksakal s plovoucími ostrovy. Sídlí zde Univerzita v Bingölu.
V Bingölu a okolí žijí převážně Kurdové a dochází zde k častým konfliktům mezi bojovníky Strany kurdských pracujících a tureckou armádou.